# Вулиця Богдана Хмельницького (Бучач)
Вулиця Богдана Хмельницького — вулиця в північно-західній частині міста Бучача (Тернопільська область). Починається від вулиці Василя Стуса і закінчується на вулиці Галицькій.
Перетинається із залізничною колією (частина колишньої залізниці Станиславів — Гусятин).

## Дотичні вулиці
Лівобічні: Весела, І. Франка.

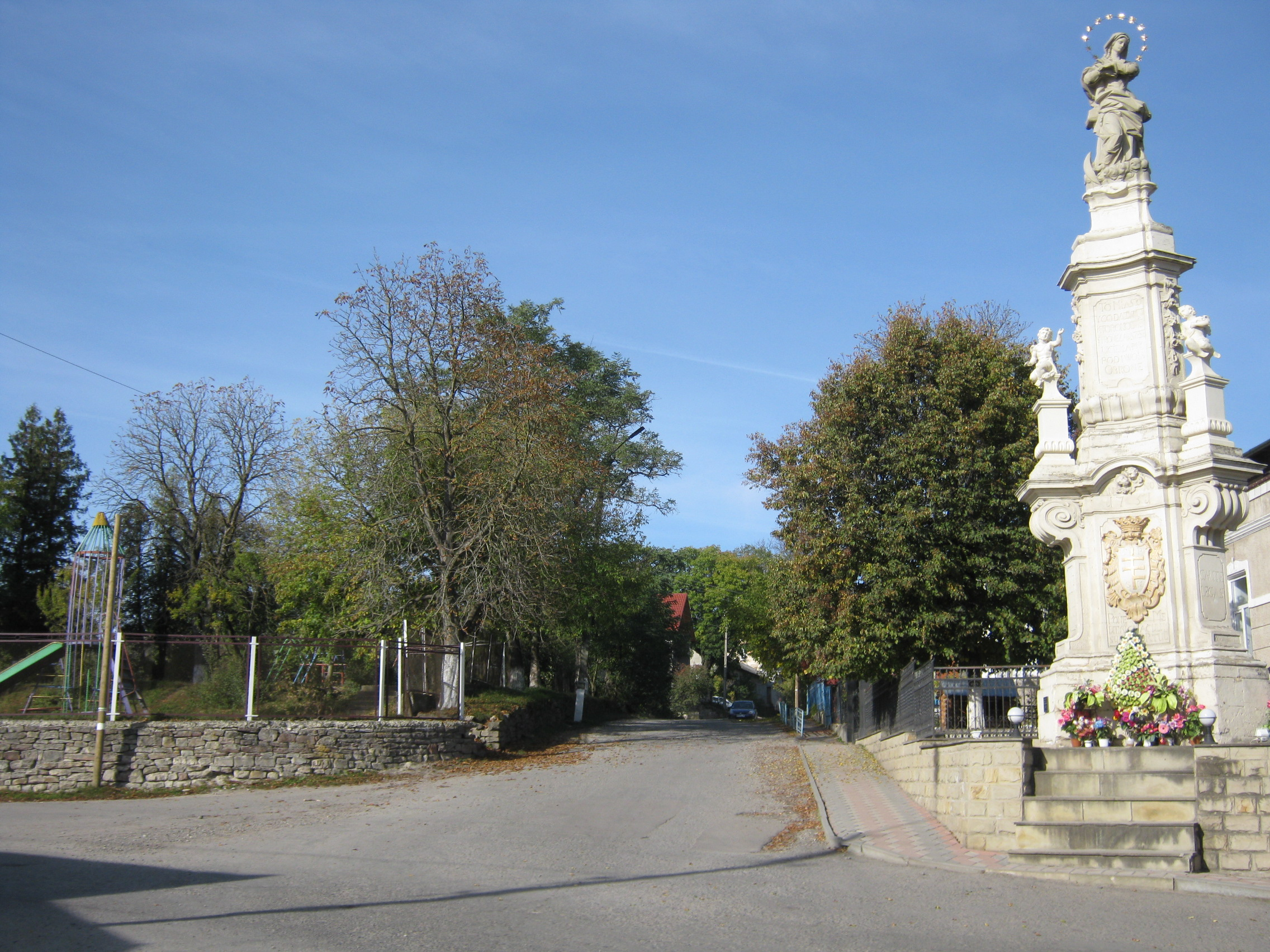
Початок вулиці Богдана Хмельницького, Скульптура Богородиці

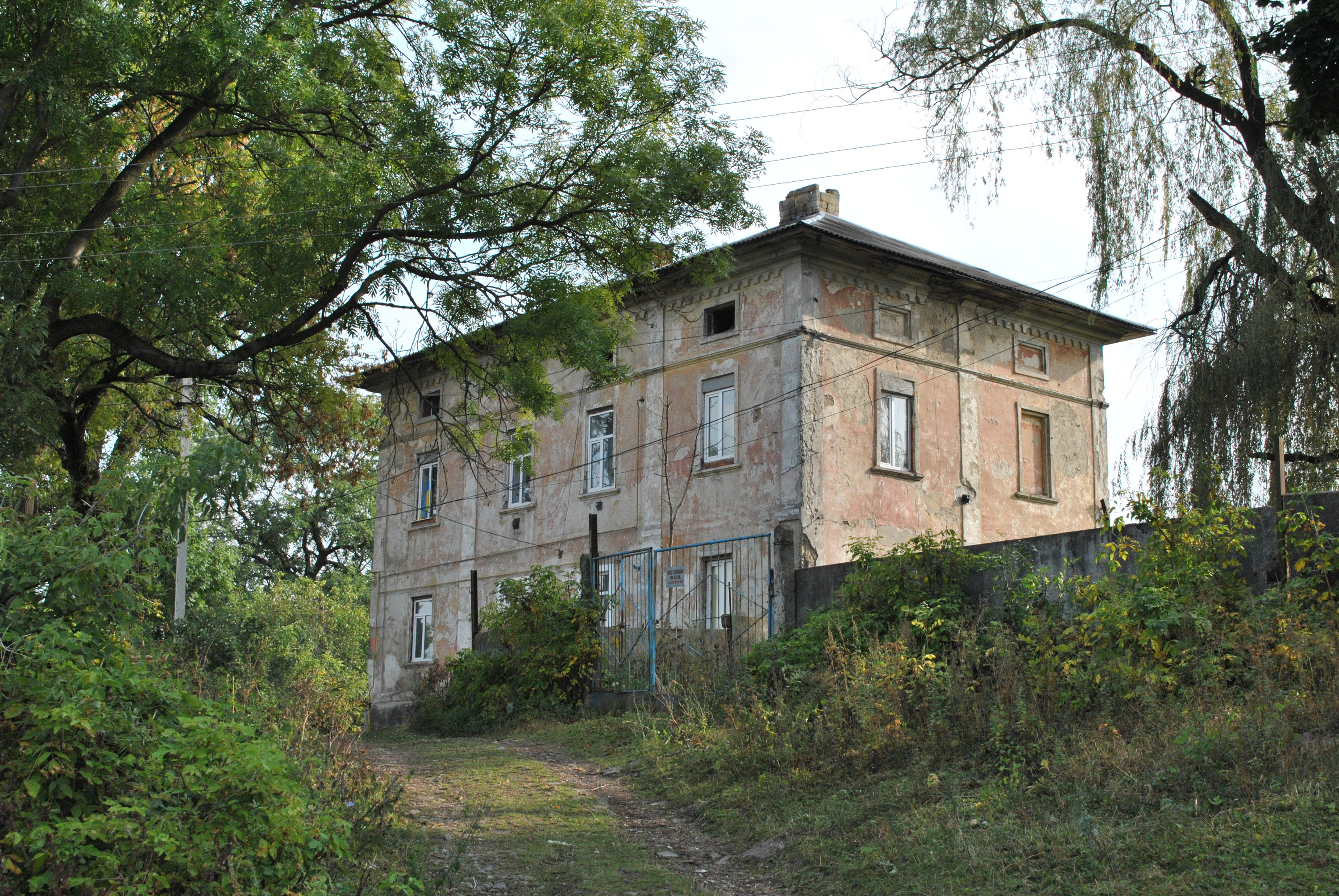
Бурса-гуртожиток

Правобічні: Млинарська, Бічна Б. Хмельницького, Космонавтів, М. Гоголя, М. Некрасова, О. Довбуша

## Пам'ятки

### Архітектури
Місцевого значення: бурса-гуртожиток (1935, мур.), № 9.

### Монументального мистецтва
- Придорожня скульптура («фігура») Матері Божої (1751, відновлено — 2006).

## Установи, організації
- дошкільний заклад «Сонечко»
- Бучацька дитяча художня школа
- Бучацький інститут менеджменту і аудиту
- станція технічного обслуговування

## Транспорт
Найближчі зупинки громадського транспорту розташовані на вулиці Галицькій.